# Kultura Dorset

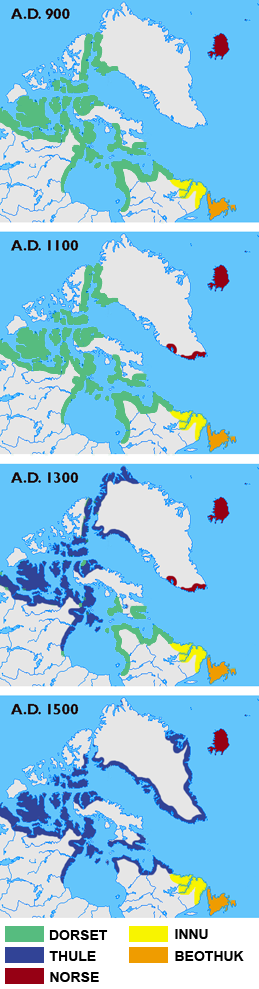
Mapa rozmieszczenia kultur arktycznych od 900 do 1500 roku

Kultura Dorset – kultura pierwszych mieszkańców tundry arktycznej, którzy osiedlili się na Alasce ok. 2000 lat p.n.e. Ich szczątki są odnajdywane od Alaski po Grenlandię. Prawdopodobnie przeszli przez most lądowy Beringa w czasie jednej z epok lodowych. Cieśnina Beringa jest bardzo płytka i podczas epoki lodowej prawdopodobnie całkowicie zamarzała, co umożliwiało przejście jej pieszo.
W życiu codziennym ci ludzie używali małych, mierzących 2–3 cm, narzędzi wykonanych z kamienia.